# Neymar (canção)
"Neymar" é uma música do rapper alemão Capital Bra para seu quarto álbum de estúdio, Berlin lebt (2018), apresentando o rapper alemão Ufo361. O single foi disponibilizado para download e streaming em 27 de abril de 2018, através das gravadoras Team Kuku e Sony Music. "Neymar" foi escrita por Capital Bra e Ufo361, enquanto a produção foi realizada por Young Taylor e The Cratez.

## Antecedentes, composição e videoclipe
"Neymar" foi lançada como o segundo single do quarto álbum de estúdio de Capital Bra, Berlin lebt (2018). A música foi escrita por ele e Ufuk Bayraktar, enquanto a produção foi realizada por Young Taylor e The Cratez. O videoclipe foi dirigido por Fitem Rustimi, da Fati. TV, que já gravou "5 Songs in einer Nacht".

## Desempenho comercial
"Neymar" estreou no topo das paradas alemãs em 4 de maio de 2018 e se tornou a segunda música de Capital Bra a fazê-lo. A música foi transmitida mais de sete milhões de vezes na Alemanha em sua primeira semana de lançamento, tornando-a — na época — a música de língua alemã mais transmitida de todos os tempos em sua semana de lançamento. Ele também se tornou o primeiro artista alemão a alcançar o número um com dois singles consecutivos e marcou o primeiro single número um do Ufo361. Em outros lugares, a música alcançou o número um nas paradas austríacas, tornando-se o primeiro single número um de Capital Bra e Ufo361 na Áustria. O single liderou as paradas individuais alemãs por três semanas consecutivas, tornando-se o melhor desempenho das paradas de Capital Bra.

## Paradas
| Parada (2018)                                  | Posição |
| ---------------------------------------------- | ------- |
| Áustria (Ö3 Austria Top 75)                    | 1       |
| O campo songid é OBRIGATÓRIO PARA PARADA ALEMÃ | 1       |
| Suíça (Schweizer Hitparade)                    | 3       |

| Parada (2018)                     | Posição |
| --------------------------------- | ------- |
| Áustria (Ö3 Austria Top 40)       | 10      |
| Alemanha (Official German Charts) | 15      |
| Suíça (Schweizer Hitparade)       | 56      |